# Julia Burghardt

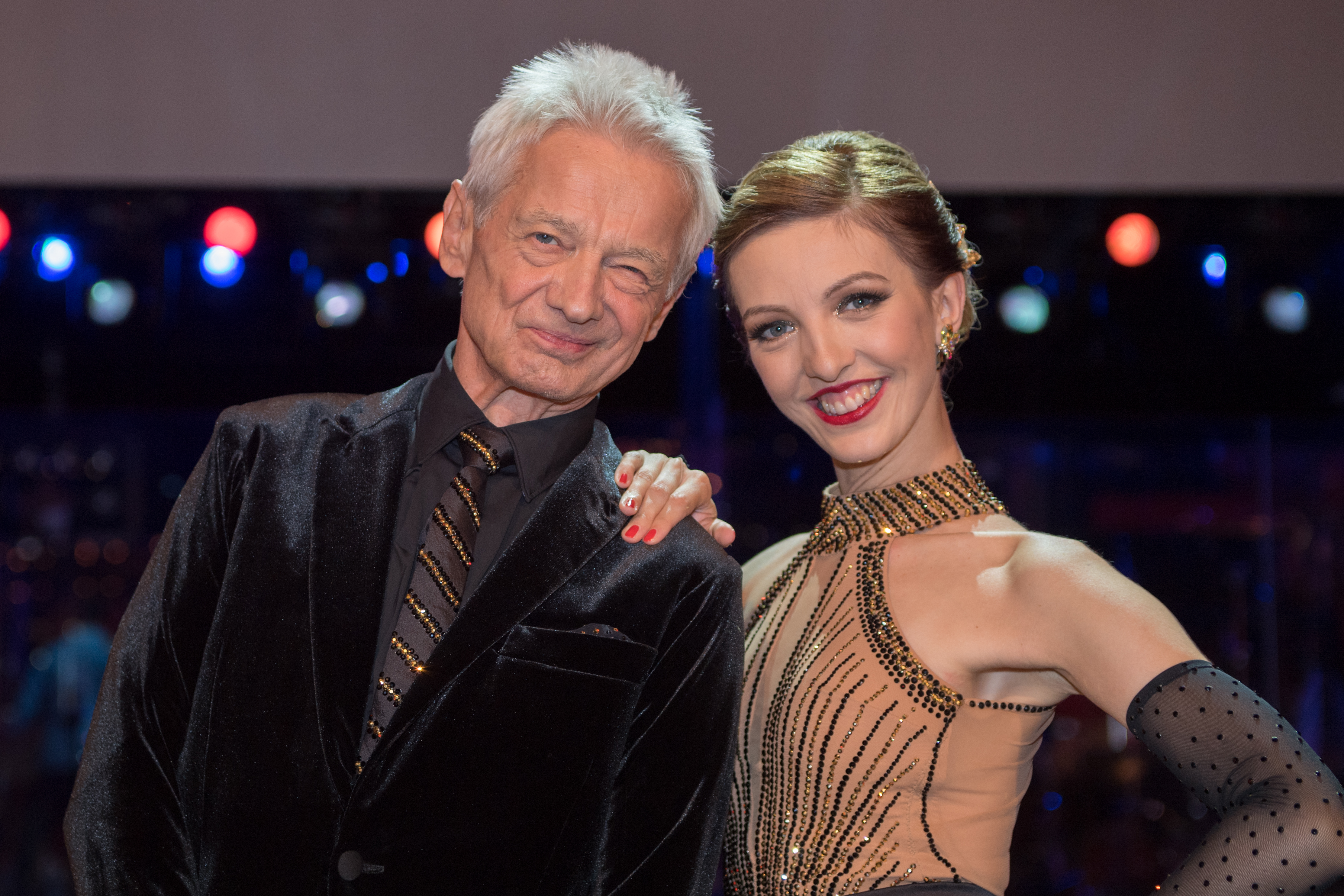
Julia Burghardt (rechts) und Boris Bukowski (2021)

Julia Burghardt (* 1990) ist eine in Österreich tätige Profitänzerin.

## Karriere
Im Alter von sechs Jahren setzte Julia Burghardt in Gänserndorf ihre ersten Tanzschritte. Damals konnte sie sich mehrfach für die Junioren- und Jugend-Weltmeisterschaften qualifizieren. Im Jahr 2011 wechselte Burghardt ins Profilager und sicherte bis 2013 mit ihrem Tanzpartner Danilo Campisi die Meistertitel in Standard und Latein.
2014 nahm Julia Burghardt an der 9. Staffel der Tanzshow Dancing Stars teil. Dort tanzte sie mit dem österreichischen Filmschauspieler Morteza Tavakoli und erreichte mit ihm den 7. Platz. Danach legte sie eine zweijährige Pause ein, bis sie 2019 für die 12. Staffel von Dancing Stars zurückkehrte. Ihr Tanzpartner war der ehemalige Fußballspieler Peter Hackmair. Sie schafften es bis in die 5. Show, wo sie dann am Ende ausschieden. In Staffel 13 pausierte sie und kehrte in der 14. Staffel zurück. Sie bekam den österreichischen Musiker Boris Bukowski als Tanzpartner, mit dem sie den 7. Platz erreichte.

## Leben
Julia Burghardt lebt in Österreich.